# 刘镇 (万历进士)
刘镇（1550年—？），字雅居，號未人，福建福清县万安里鳌江人。明朝政治人物。

## 生平
早年為诸生，博学能文，隆庆元年（1570年）丁卯科福建乡试第四十八名举人，万历十一年（1583年）癸未科會試第一百三十名，三甲一百十二名进士，户部觀政，本年授广西平乐府推官。當地有苗、瑶族仍未開化，械斗时有发生，刘镇在此凿山、置堡，興學。萬曆十七年升刑部主事，不久以疾乞歸。至杭州而卒，贫无以殓。

## 家族
曾祖劉福。祖父劉盟。父刘文。母蕭氏。永感下。兄劉鉞。